# Andréi Márkov
Andréi Andréyevich Márkov (en ruso: Андре́й Андре́евич Ма́рков; Riazán, 14 de junio de 1856 — San Petersburgo, 20 de julio de 1922) fue un matemático ruso conocido por sus trabajos en la teoría de los números y la teoría de probabilidades.

## Biografía
Márkov nació en Riazán, Imperio ruso. Su madre Nadezhda Petrovna era hija de un trabajador del estado, y su padre Andrei Grigorievich Markov, el hijo de un diácono, estudió en un seminario y obtuvo un puesto como clérigo. Antes de los 10 años, su padre, un funcionario estatal, fue trasladado a San Petersburgo donde Andréi entró a estudiar en un instituto de la ciudad. Desde el principio mostró cierto talento para las matemáticas y cuando se graduó en 1874 ya conocía a varios matemáticos de la Universidad de San Petersburgo, donde ingresó tras su graduación. En la universidad fue discípulo de Pafnuti Chebyshov y tras realizar sus tesis de maestría y doctorado, en 1886 accedió como adjunto a la Academia de Ciencias de San Petersburgo, a propuesta del propio Chebyshov. Diez años después Márkov había ganado el puesto de académico regular. Desde 1880, tras defender su tesis de maestría, Márkov impartió clases en la universidad y, cuando el propio Chebyshov dejó la universidad tres años después, fue Márkov quien le sustituyó en los cursos de teoría de probabilidad. En 1905, tras 25 años de actividad académica, Márkov se retiró definitivamente de la universidad, aunque siguió impartiendo algunos cursos sobre la teoría de la probabilidad.
Aparte de su perfil académico, Andréi Márkov fue un convencido activista político. Se opuso a los privilegios de la nobleza zarista y llegó a rechazar las condecoraciones del propio zar en protesta por algunas decisiones políticas relacionadas con la Academia de Ciencias. Hasta tal punto llegó su implicación en la política que llegó a ser conocido con el sobrenombre de «el académico militante».
Márkov arrastró durante toda su vida problemas relacionados con una malformación congénita en la rodilla que le llevaría varias veces al quirófano y que, con el tiempo, fue la causa de su muerte cuando el 20 de julio de 1922 una de las muchas operaciones a las que se sometió le produjo una infección generalizada de la que no pudo recuperarse.
Aunque Márkov influyó sobre diversos campos de las matemáticas, por ejemplo en sus trabajos sobre fracciones continuas, la historia le recordará principalmente por sus resultados relacionados con la teoría de la probabilidad. En 1887 completó la prueba que permitía generalizar el teorema central del límite y que ya había avanzado Chebyshov. Pero su aportación más conocida es otra: su trabajo teórico en el campo de los procesos en los que están involucrados componentes aleatorios (procesos estocásticos) darían fruto en un instrumento matemático que actualmente se conoce como cadena de Márkov: secuencias de valores de una variable aleatoria en las que el valor de la variable en el futuro depende del valor de la variable en el presente, pero es independiente de la historia de dicha variable. Las cadenas de Márkov, hoy día, se consideran una herramienta esencial en disciplinas como la economía, la ingeniería, la investigación de operaciones y muchas otras.

## Eponimia
Además del uso de su apellido en terminología matemática, se refiere a:
- El cráter lunar Markov lleva este nombre en su memoria,[2] honor compartido con el astrónomo ruso del mismo apellido Aleksandr Márkov (1897-1968).
- El asteroide (27514) Markov también conmemora su nombre.[3]